# Je t’aime
Je t’aime ist ein französisches Liebesdrama von Serge Gainsbourg aus dem Jahr 1976. Gainsbourg schrieb auch das Drehbuch und komponierte die Filmmusik.

## Handlung
Der Pole Krassky und sein Freund Padovan aus Italien arbeiten als Müllfahrer. Beide sind seit längerer Zeit ein Paar und vor allem Padovan reagiert auf homophobe Gesellschaft aggressiv, so wirft er eine Gruppe von Männern, die sie nach einer Panne mitgenommen haben und die kurz darauf über Schwule herziehen, raus. Krassky und Padovan machen an der entlegenen Motel-Raststätte von Boris halt, wo sie die androgyne Kellnerin Johnny kennenlernen. Krassky findet sie interessant und nimmt sie mit auf Tour. Padovan reagiert eifersüchtig und Boris rät ihr, sich von beiden Männern fernzuhalten, die schwul seien. Als Krassky am Wochenende zum Tanz erscheint, fragt sie ihn, ob er homosexuell sei. Krassky reagiert wütend auf Boris’ Aussage, dementiert sie jedoch nicht. Er tanzt mit Johnny, bis Padovan ihn zu Hilfe ruft. Er wurde von der Gruppe Homophober, die er vor einiger Zeit auf der Straße hatte stehenlassen, zusammengeschlagen. Krassky bringt ihn zum Wagen und fährt sehr zum Ärger von Johnny mit ihm davon.
Krassky und Johnny verbringen jedoch in der Folge viel Zeit zusammen, gehen zum Rollschuhrennen und landen schließlich in einem von Boris’ Motelzimmern. Sie zieht sich aus, doch er ist nicht erregt. Sie beschimpft ihn als „schwule Sau“, woraufhin er wütend wird. Am Ende dreht sie ihm den Rücken zu und meint, sie sei ein Junge. Die lauten und heftigen Schreie Johnnys beim nun folgenden Analverkehr alarmieren die Motelgäste und Boris, der beide rauswirft.
Dem eifersüchtigen Padovan macht Krassky kurz darauf klar, dass er von ihm gelangweilt sei. Krassky und Johnny fahren umher, schlafen in Hotelzimmern miteinander, wo sie stets nach kurzer Zeit wegen Johnnys Schreien ausgewiesen werden. Padovan wiederum sucht schließlich Johnny auf. Er macht ihr klar, dass Krassky sie nicht liebe, weil er schwul sei. Zudem würden beide nur noch eine kurze Zeit in der Gegend arbeiten und anschließend weiterziehen. Johnny testet Krassky nun, zieht sich ein Kleid an und verführt ihn. Sie schlafen mehrfach miteinander, unter anderem ungestört auf Krasskys Lastwagen.
Zurück in Boris’ Motel nimmt Johnny ein Bad. Plötzlich steht Padovan vor ihr und versucht, sie mit einer Plastiktüte zu ersticken. Ihr Kampf führt sie bis in den Gastraum. Krassky erscheint und Padovan lässt von Johnny ab. Die erwartet, dass Krassky für sie einsteht und Padovan verprügelt, doch meint Krassky, dass dies auch nichts ändern würde. Johnny ist empört und beschimpft Krassky als „Schwulen“. Padovan und er gehen daraufhin und fahren davon. Johnny beteuert vergeblich, dass sie es nicht so gemeint habe. Nackt folgt sie ihnen nach draußen und bricht schließlich vor dem Motel zusammen.

## Hintergrund
Je t’aime war das Regiedebüt von Serge Gainsbourg. Als Inspiration zum Film diente das Lied Je t’aime … moi non plus, in dem Gainsbourg im Duett mit Jane Birkin singt, und das erstmals 1969 erschienen war. Das Lied zieht sich als jeweils geringfügig im Arrangement variierte Instrumentalversion wie ein roter Faden in unterschiedlichen Situationen, so beim Tanzen, beim Baden im See und bei der Koitusszene auf dem Lkw, durch den gesamten Film.
Zum Zeitpunkt der Dreharbeiten, die unter anderem in Lussan und Uzès stattfanden, waren Gainsbourg und Hauptdarstellerin Jane Birkin ein Paar. Die Kostüme schuf Jeannette Descamps, die Filmbauten stammen von Théo Meurisse.
Der Film lief am 10. März 1976 in den französischen Kinos an, wurde als skandalös und unmoralisch verrissen, jedoch von François Truffaut als radikal-modernes Werk verteidigt. In Großbritannien erhielt der Film Aufführungsverbot. In Deutschland wurde der Film erstmals am 26. August 1976 aufgeführt, wobei er zunächst als FSK 18 freigegeben wurde. Arthaus veröffentlichte den Film 2009 auf DVD.

## Auszeichnungen
Je t’aime wurde 1977 für zwei Césars nominiert: Serge Gainsbourg erhielt eine Nominierung in der Kategorie Beste Filmmusik und Antoine Bonfanti in der Kategorie Bester Ton.